# La Favière
La Favière ist eine französische Gemeinde im  Département Jura in der Region Bourgogne-Franche-Comté.

## Geographie
La Favière liegt auf 814 m, etwa neun Kilometer östlich der Stadt Champagnole (Luftlinie). Das Bauerndorf erstreckt sich im Jura, auf der Hochfläche südlich des Val de Mièges und östlich des Talkessels, in dem sich die Quelle des Ain befindet.
Die Fläche des 2,78 km² großen Gemeindegebiets umfasst einen Abschnitt des französischen Juras. Der Hauptteil des Gebietes wird von der Hochfläche von La Favière eingenommen, die durchschnittlich auf 830 m liegt. Sie steigt gegen Süden allmählich an, weist nur sehr geringe Reliefunterschiede auf und ist hauptsächlich von Wies- und Weideland bedeckt. Auf einer Kuppe bei der Flur Les Batailles wird mit 885 m die höchste Erhebung von La Favière erreicht. Die westliche Abgrenzung bildet der Steilabfall zum Talkessel mit der Ainquelle. Die Hochfläche besitzt keine oberirdischen Fließgewässer, weil das Niederschlagswasser im verkarsteten Untergrund versickert. Im Norden reicht das Gemeindeareal bis in das Tal der Serpentine (Zufluss des Ain) hinunter.
Nachbargemeinden von La Favière sind Rix im Norden, Billecul im Osten, Gillois im Süden sowie Nozeroy im Westen.

## Geschichte
Spuren eines römischen Verkehrsweges weisen darauf hin, dass das Gemeindegebiet von La Favière schon sehr früh begangen und eventuell besiedelt war. Im Mittelalter bildete La Favière eine eigene kleine Herrschaft, die von Nozeroy abhängig war. Zusammen mit der Franche-Comté gelangte das Dorf mit dem Frieden von Nimwegen 1678 an Frankreich.

## Sehenswürdigkeiten
La Favière besitzt ein im 19. Jahrhundert erbautes Oratoire. Zu den Natursehenswürdigkeiten zählt die nahegelegene Karstquelle des Ain.

## Bevölkerung
| Jahr                       | 1962 | 1968 | 1975 | 1982 | 1990 | 1999 | 2008 | 2018 |
| Einwohner                  | 59   | 45   | 54   | 46   | 30   | 29   | 32   | 31   |
| Quellen: Cassini und INSEE |      |      |      |      |      |      |      |      |

Mit 32 Einwohnern (Stand 1. Januar 2022) gehört La Favière zu den kleinsten Gemeinden des Départements Jura. Nachdem die Einwohnerzahl in der ersten Hälfte des 20. Jahrhunderts markant abgenommen hatte (1891 wurden noch 112 Personen gezählt), wurden seit Beginn der 1990er Jahre nur noch geringe Schwankungen verzeichnet.

## Wirtschaft und Infrastruktur
La Favière war bis weit ins 20. Jahrhundert hinein ein vorwiegend durch die Landwirtschaft, insbesondere Milchwirtschaft und Viehzucht geprägtes Dorf. Noch heute leben die Bewohner zur Hauptsache von der Tätigkeit im ersten Sektor. Außerhalb des primären Sektors gibt es keine Arbeitsplätze im Dorf. Einige Erwerbstätige sind auch Wegpendler, die in den umliegenden größeren Ortschaften ihrer Arbeit nachgehen.
Die Ortschaft liegt abseits der größeren Durchgangsstraßen nahe einer Departementsstraße, die von Nozeroy nach Les Planches-en-Montagne führt. Weitere Straßenverbindungen bestehen mit Conte und Billecul.